# Glenea trunculatipennis
Glenea trunculatipennis là một loài bọ cánh cứng trong họ Cerambycidae.